# Оскар Альфаро
О́скар Гонса́лес Альфа́ро (ісп. Óscar Gonzáles Alfaro; *5 вересня 1921, Сан-Лоренцо, Болівія — 25 грудня 1963) — болівійський письменник, поет, педагог та журналіст, що найбільш відомий своїми книгами для дітей та юнацтва.

## З життєпису
Вивчав право в Університеті Сан-Сімон у Кочабамбі, але так і не закінчив його.
Працював учителем іспанської мови та літератури у Вищому педагогічному коледжі Хуана Місаеля Сарачо в Сан-Лоренцо, а також інших шкіл та інститутів Тарихи та Ла-Паса.

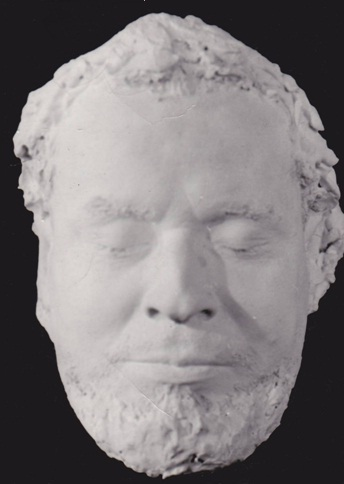
Посмертна маска Оскара Альфаро

Виступив автором програми La República de los Niños (укр. «Дитяча республіка») на Radio Illimani, також вів колонки у різних газетах.
У Ла-Пасі Оскар Альфаро входив до літературного гуртку Gesta Barbara («Друге покоління»).
Активіст Комуністичної партії Болівії, був соратником Ніло Соруко, поета-пісняра, який поклав на музику низку віршів Альфаро (як і ще кілька композиторів).
Після смерті Оскара Альфаро його вдова, вчителька Фанні Мендісабаль, продовжила розповсюдження його книг.

## З доробку і визнання
Творчість Оскара Альфаро характеризують його соціальні інтереси та прагнення відобразити звичаї та спосіб життя болівійців. Автор у своїх казках активно звертався до фольклору кечуа.